# Parafia Najświętszego Serca Jezusowego we Włocławku
Parafia Najświętszego Serca Jezusowego we Włocławku – rzymskokatolicka parafia położona  w dekanacie włocławskim II w diecezji włocławskiej.

## Duszpasterze
- proboszcz: ks. Jerzy Ćwiklak FDP (od 25 sierpnia 2019)
- przełożony wspólnoty zakonnej: ks. Józef Pilich FDP
- wikariusz: ks. Andrzej Pałka FDP (od 2021)
- wikariusz: ks. Tomasz Wiśniewski FDP (od 2023)
- diakon: dk. Grzegorz Gicala FDP

## Kościoły
- kościół parafialny: Kościół Najświętszego Serca Pana Jezusa we Włocławku
- kościół filialny: Kościół św. Antoniego w Warząchewce Polskiej

## Historia
7 sierpnia 1934 roku ks. Orioniści zakupują we Włocławku plac na rogu ul. Leśnej - Żelazne Wody. Przystępują do budowy kościoła oraz zakładu Małe Kottolengo dla chorych. 25 listopada 1934 roku bp Radoński  dokonał poświęcenia kamienia węgielnego. 13 stycznia 1935 roku następuje poświęcenie części budowy. Prace budowlane i duszpasterskie trwają do wybuchu II wojny światowej. 7 listopada 1939 roku księża pracujący w parafii, ks. Franciszek Drzewiecki i ks. Henryk Demrych, zostają aresztowani i wywiezieni do Lądu, skąd później trafili do Dachau. Władze niemieckie utrudniają duszpasterstwo w parafii, a w listopadzie 1941 r. niszczą i zamykają kościół. 28 kwietnia 1942 roku zamieniają go na magazyn odzieżowy. Równocześnie zostaje zamknięte Małe Kottolengo, a wszystkich jego podopiecznych Niemcy mordują. Po zakończeniu II wojny światowej Orioniści wracają do Włocławka. W 1947 bp Radoński powiększa granice parafii Najśw. Serca Jezusowego. Zapada decyzja o budowie nowego kościoła. Księża Orioniści zakupują na ten cel działkę przy ul. Żytniej. Jednak władze nie wydają zezwolenia na budowę, a następnie 13 maja 1973 roku przejmują plac i rozpoczynają na jego terenie budowę bloków mieszkalnych. Po wielu interwencjach władz zgromadzenia i Sekretariatu Episkopatu Polski władze miejskie przydzielają w 1974 działkę przy ul. Ostrowskiej. Zezwolenie na budowę uzyskano 31 lipca 1981 roku. 20 czerwca 1982 roku bp Zaręba wmurował kamień węgielny, wyjęty z fundamentów bazyliki św. Piotra i pobłogosławiony przez Jana Pawła II. Dolny kościół oddano do użytku w 1983, sale katechetyczne w 1989, górny kościół w 1992. Jesienią 1988 roku msze św. przeniesiono z kościoła przy ul. Leśnej do kościoła dolnego przy ul. Ostrowskiej. Poświęcenie kościoła nastąpiło w dzień Zmartwychwstania Pańskiego w 1992. Konsekracja odbyła się 18 lipca 2004 roku.

## Terytorium parafii
Parafia obejmuje swym terytorium wsie: Warząchewka Polska, Warząchewka Królewska, Pińczata, Płaszczyzna, oraz ulice Włocławka: Jedwabna, Żytnia, Polna, Zielna, Łanowa, Ostrowska, Makowa, Chabrowa, Kręta, 14 Pułku Piechoty, Chopina, Piaski, Sportowa, Weselna, Leśna, Ptasia, Barska, Armii Krajowej, Żelazne Wody, Wojskowa, Żołnierska, Saperska, Weselna, Kombatantów.

## Inne
- Przy parafii działa punkt charytatywny zajmujący się pomocą materialną dla najuboższych. Od 1999 działa kuchnia im. bł. Franciszka Drzewieckiego, wydaje ona codziennie dla potrzebujących zupę z porcją chleba.
- W październiku 2003 r. zostaje utworzona Parafialna Ochotnicza Straż Pożarna.
- W grudniu 2006 r. w Parafialnej Ochotniczej Straży Pożarnej na bazie sekcji sportowej powołany zostaje Strażacki Klub Sportowy „Florian” we Włocławku
- Przy parafii istnieje od 1996 Liceum Ekonomiczno - Menadżerskie dzienne i wieczorowe oraz Policealne Studium Ekonomiczno - Menadżerskie. Szkoły te posiadają uprawnienia szkoły publicznej.

## Grupy parafialne
Żywy Różaniec, Ministranci, Bielanki, Wspólnota Głuchoniemych, Biuro Radia Maryja, Ruch Światło Życie - Domowy Kościół, Rada Parafialna, Apostolstwo Trzeźwości, Wspólnota Tabita.